# 和賀山塊
和賀山塊（わがさんかい）は、秋田・岩手県境にある山塊。奥羽山脈真昼山地の一部。奥深い原生自然とブナ混生林、さらに巨樹・巨木の存在によって知られている。

## 概要
和賀山塊は、東北地方の背骨として南北に縦走する奥羽山脈のうち、秋田県と岩手県の県境にある非火山性の山地・真昼山地から主峰の真昼山とその周辺域をのぞいた一帯をいう。和賀山塊の主峰は和賀岳（1440.2m）であり、北は仙岩峠（せんがんとうげ、秋田県仙北市田沢湖町・岩手県雫石町）から、南は真木（まぎ）渓谷（秋田県大仙市太田町）、東は和賀川上流部（岩手県西和賀町沢内村）、西は抱返り（だきかえり）渓谷（秋田県仙北市角館町）に囲まれた、南北約40km・東西約20km、合計面積約3万haをその範囲とする。行政地理上は、秋田県側の大仙市・仙北市・美郷町、岩手県側の西和賀町・雫石町にまたがる。和賀山塊自然学術調査会[1999]の調査によって知られるところとなったように、その自然環境において際立った特徴をそなえた、原生自然度の高い地域である。「和賀山塊」とは、そうした点をとらえて特に区別するために和賀山塊自然学術調査会によって提唱された呼称であり、同会による調査報告書[和賀山塊自然学術調査会 1999]の発表後、一般向けの登山案内書でも用いられるほどに広く知られるようになった。
和賀山塊は、高山帯性から低地性まで、あるいは暖地性から寒地性までのさまざまな植物が混在し、希少植物に富む。また、最高峰の和賀岳でさえ2000mに満たず、決して高山とは言えないにもかかわらず、ほとんどの山は登山対象としては至難であり、マタギや専門の山菜採りなどをのぞけば、核心地域における人的活動は皆無ではないにせよ僅かであった。くわえて、奥羽山脈に間欠的にあらわれる非火山性地域であることから、急激な火山活動に見舞われることがなく、動植物にとって比較的安定した生息環境が保たれてきた。

## 和賀山塊の山々
| 山名         | 標高 （単位：m） |
| ------------ | ---------------- |
| 貝吹岳       | 992              |
| 五番森       | 1048             |
| モッコ岳     | 1278             |
| 志度内モッコ | 1290             |
| 二ノ沢モッコ | 1190             |
| 朝日岳       | 1376             |
| 大荒沢岳     | 1313             |
| 和賀岳       | 1439             |
| 錫杖森       | 918              |
| 小杉山       | 1229             |
| 薬師岳       | 1218             |
| 大甲         | 1108             |
| 甲山         | 1013             |
| 中ノ沢岳     | 1061             |
| 風鞍         | 1023             |
| 青シカ山     | 987              |
| 権現山       | 722              |
| 白岩岳       | 1177             |
| 白岩薬師     | 1159             |

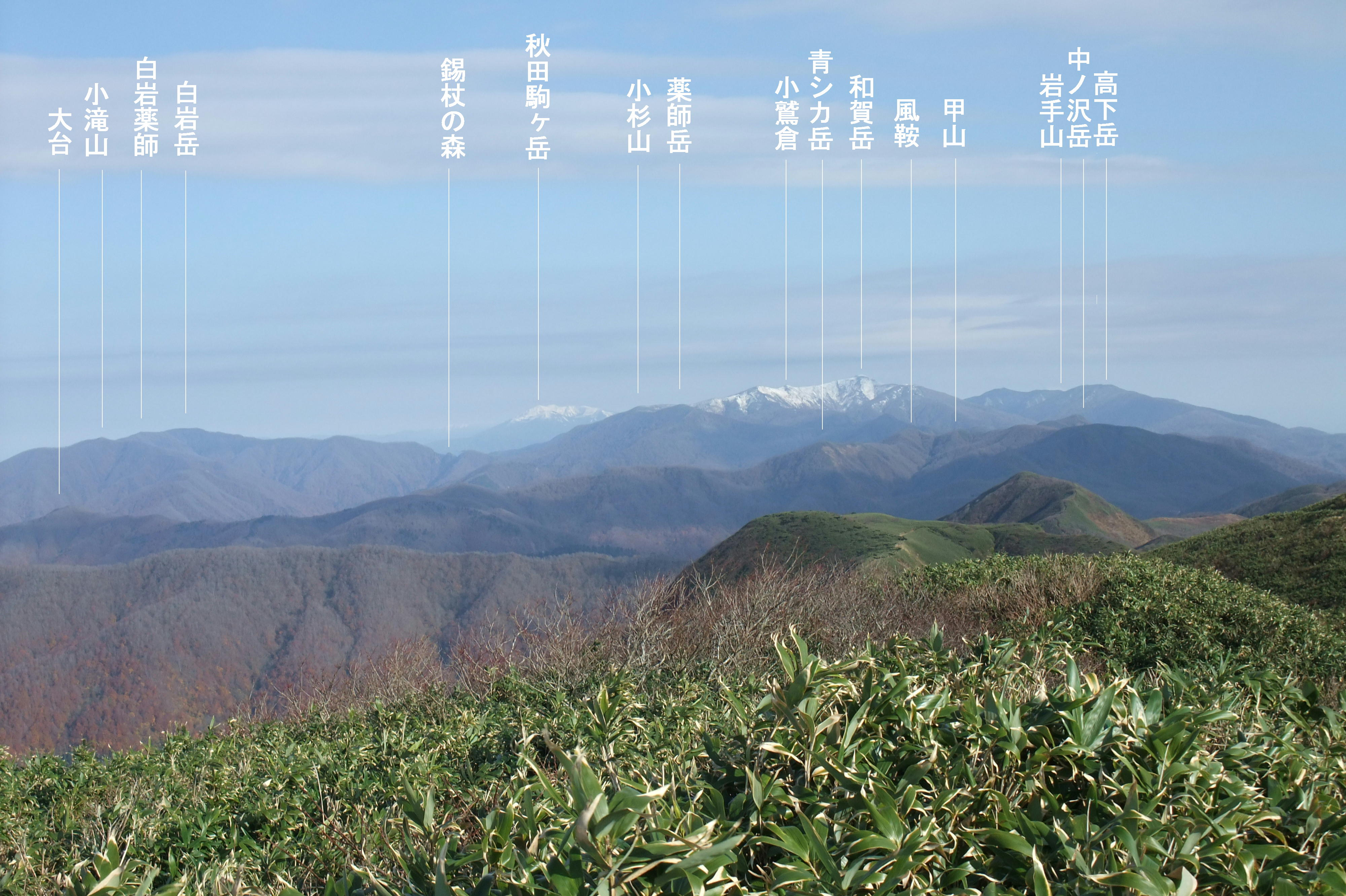
和賀山塊の山名

和賀山塊の山々は、冬季の多量の積雪やきびしい季節風などの寒冷な気候にさらされ、標高1000mを過ぎたあたりで森林限界を超え、高山帯性の植物相を示すところもある。
山域は、標高1000m前後の比較的起伏の少ない山稜が北東から南西方向に走り、最高点は主峰・和賀岳の1440mである。主稜線上の大荒沢岳（おおあれさわだけ、1313.4m）の北西にそびえる朝日岳からはさらに北西方向に伸びる間稜（かんりょう）と呼ばれる支稜線が伸び、主稜線との間の谷は生保内川の源流部を抱く。主稜線の西には、白岩岳・小滝山を含む副稜があり、山域全体の前衛峰が連なる。稜線自体は平坦であるが、山腹は侵食が進み、深い谷と急斜面からなっている。地質的に基岩となるのは凝灰岩であり、他に玄武岩・花崗岩などがある。こうした地質的構成は白神山地と近似している。
これらの山々の尾根に挟まれた多くの谷があり、太平洋岸と日本海岸を隔てる中央分水嶺に連なる奥羽山脈の一角を占めることから、太平洋に流れ込む北上川の水系および、日本海に注ぐ雄物川の水系の源流部を抱えている。雄物川源流部の主要な水系は生保内川（おぼないがわ）、堀内沢（ほりないさわ）、真木渓谷を含む斉内川（さいないがわ）、川口川の4つに大分される。これら4つの水系はさらに大小の支沢に分かれ、ピークや稜線に向かって突き上げてゆく。これらの渓谷の中には、一般的な登山ルートのない山への登山ルートとなっているものもある。

### 和賀岳
和賀岳（わがだけ）は山塊の主峰。標高1439m。登山ルートは、秋田県側大仙市を発ち、真木渓谷から薬師岳・小杉山を経由するか、岩手県沢内村から和賀川源流を横断するかの2つが知られているが、いずれも長時間を要するロングトレイルとなる。日本二百名山の一つである。
薬師岳から主稜線を北上するルートは、夏季には高山植物が見事な花畑をなす。薬師岳から和賀岳にかけての主稜線上は風衝草原といわれ、風当たりを遮るものがないため風当たりが強く、冬季には季節風や積雪の影響をじかに受けることになる。そうした地形のために樹木の成長が阻まれ、高山帯性の植物相が見られるようになった。最盛期の7月にはニッコウキスゲ、トウゲブキ、イブキトラノオ、ハクサンフウロ、タテヤマウツボグサ、ミネウスユキソウなどの高山植物に彩られる。
和賀岳は旧い民俗名によれば、阿弥陀岳とも呼ばれており、山岳信仰の山であったと推定されている。今日ではその痕跡は、わずかに山頂の小祠の存在に見出されるのみである。

### 朝日岳
朝日岳（あさひだけ）は、主稜線上の大荒沢岳から北西に伸びる支稜の上にある山。標高1376m。各地にある同名の山との区別のため、羽後朝日岳とも呼ばれる。古くは朝日モッコとも呼ばれ、周辺にモッコ岳（1278m）、二ノ沢モッコ（1190m）、志度内（しとない）モッコ（1290m）などの未踏峰を従える。朝日岳から派生する尾根に囲まれた谷は高く切れ落ち、山稜にも自然林や低木林が密生しているため、一般的な登山ルートが開かれていない。そのため、もっとも良好な原生自然が維持されている。
朝日岳一帯への登山は沢登りが唯一の方法であり、加えてきわめて難易度が高いため、アプローチは困難である。朝日岳への一般的な登山ルートは北西の部名垂沢（へなたれさわ）を利用するものである。他にも生保内川や堀内沢を利用することも可能であるが、いずれも厳しいルートである。
山頂一帯はシーズンには高山植物に覆われ、ハクサンイチゲやウスユキソウが見られる。山頂には、昭和3年8月17日の銘が刻まれた山名碑がおかれている。これは、1928年（昭和3年）に生保内の山岳愛好者らが設置したものだと言われている。

### 白岩岳
白岩岳（しらいわだけ）は和賀山塊の前衛峰である。山岳信仰とブナ混生林の山として知られる。標高1177m。山頂南稜線上にある白岩薬師は、角館地域において病魔退散の信仰を集めてきた。仙北市角館町白岩からの登山道中腹にはみごとなブナ混生林があるほか、白岩岳北東の支尾根には、日本一の幹周長をもつとされるブナの巨樹がある（後述）。
白岩から登山道を辿り、標高700mを越えたあたりにシシ小屋跡と呼ばれる場所がある。アオシシ（カモシカ）を狩るためにマタギが設営した小屋の跡と伝えられる場所だが、このシシ小屋跡をこえたあたりは見事なブナ林が広がる一帯である。シシ小屋より南西方向の上部、および、シシ小屋跡の少し上部から発して北に下降する行太（いくた）尾根や、さらにその下方、抱返り渓谷左岸を走るアマサケ長根は、ほぼ純林といえるブナ林に占められている。アマサケ長根には、上述の日本一のブナがある。

### 貝吹岳
貝吹岳（かいぶきだけ）は和賀山塊最北の山。標高992.4m。山頂からの眺望にすぐれ、生保内川源流部を挟んで対岸の朝日岳やモッコ岳をのぞむことができる。標高1000mに満たないにもかかわらず、山頂周辺は森林限界をこえた植物相を示し、貴重な高山植物の自生が確認されている。

### 薬師岳
薬師岳（やくしだけ）は主稜線上の山。標高1218m。和賀岳への秋田側からのアプローチルートとして知られる。
真木渓谷沿いに走る真木林道の甘露水分岐から登山ルートは始まる。ミズナラ林・ブナ林をへて、ブナ台のあたりからはブナ占有林の中を歩いてゆく。曲り沢水場から滝倉避難小屋跡の急登、滝倉避難小屋跡からの九十九折りを経て、植物相は低灌木林に変化し、矮性ブナ、ダケカンバ、シナノキなどが岩場を覆うのが目立つようになる。このあたりからは同時に色鮮やかな高山植物があらわれ始める。主稜線にたどりつくと、南には甲山や真昼山地、北には薬師岳と早池峰山の双耳峰が望まれるようになるが、ピークへの最後の登りにかかるまで和賀岳の姿は視界に入ってこない。山頂にはお薬師さまの小祠があり、往古の民俗山岳信仰を偲ばせる。

### 甲山
甲山（かぶとやま）は、斉内川上流部・真木渓谷の奥にそびえる山。標高1012.8m。和賀山塊南部でもっとも重要な原生自然地帯。2003年、登山道整備の際の作業ミスにより、貴重な矮生ブナが伐採されてしまった。
薬師岳と同じく、真木林道の甘露水分岐から登山ルートは始まる。植林地を経てブナ林を抜けると、樹木の背が低くなってゆき、低木林に変化してゆくのが分かる。甲山の山頂は、チシマザサやハクサンシャクナゲに蔽われた小ピークで、北側の急峻な崖は甲沢の突上げである。この北側崖にはオクトリカブトの群生が見られる。主稜線上で北に隣接する大甲（1108m）までの尾根には、シナノキやキャラボクの低木林に護られた コケモモやイワカガミ、ハクサンフウロの群生が見られる。

## 地質と地形
東北地方の背骨、中央分水嶺の一部に連なる奥羽山脈は、火山性の山脈であるが、間欠的に非火山性の山地があらわれる。奥羽山脈主稜から約20km東の火山フロントの西側にだけある第四紀火山群のひとつ、岩手火山群を南に離れた真昼山地の一部が和賀山塊である。
和賀山塊は、地質活動による隆起と最終氷期における周氷河性の活動により形成されたものであることから、特徴的な急峻な地形を示しており、崩壊や地すべりも珍しくない。周氷河性の急峻な斜面は後氷期（約1万年前～現在）の降水量増加などの気候変動により侵食されつつあり、多くの崩壊面を示している。

### 地質活動
和賀山塊を含む真昼山地は、主に新第三紀中新世ないし鮮新世の火山岩・火砕岩類と白亜紀の花崗岩類からなる山体が、東西両側の活断層の活動により、山側が逆断層となって隆起することで形成された。このような地質活動は百数十万年前の第四紀更新世の初期に始まったとされる。有史時代の記録をもとにした隆起速度の推定値は0.5～1.0m/1000年と考えられているが、これは日本の山地の平均値である0.1～1.0m/1000年と比較すると大きいほうに属する。このほか地震のような急激な地質活動では、近いところで、1896年（明治29年）に起きた陸羽地震（マグニチュード7.2）で、真昼山地が2～3m隆起したことが挙げられる。このとき、出現したのが川舟断層、千屋断層、白岩断層などの地震断層である。真昼岳を含むこの山地一帯は、太平洋プレートが潜り込む境界の大陸側に形成される逆断層型隆起帯の頂部を連ねた脊梁非火山の典型構造を示している。

### 寒冷地性地形
山塊の東部斜面の一帯は、東北地方でも屈指といわれる降水量があるために侵食作用が著しく、深くて険しい谷が刻まれ、水量に富む河川が形成されている。そうした急峻な侵食崖の顕著な姿を、生保内川の源流部にあたる朝日岳の四周や志度内モッコの南尾根に見ることができる。このような侵食崖は、大量の降雪と積雪の吹き溜まりが稜線の東側で雪崩をおこすことが、地質時代から繰り返し起きてきたことにより、表層が削り落とされて形成されたものである。また、そうした侵食崖は東西方向の走向性が確認されるが、西側斜面には見られない。これは、次項に述べるように、冬の季節風の影響によるものである。
また、主稜線のピークや尾根に見られる構造土と呼ばれる地形は、強風により雪が吹き飛ばされ、冬季の長時間に及ぶ凍結と春・秋の凍結と融解の繰り返しにより生じた縞状・階段状の裸地である。この構造土は、一般に表面が不安定であり、わずかな土壌も貧栄養であるため、ほとんどの植物にとっては生育に適さない。しかし、反面でそうした環境は高山帯や氷期の環境に似ており、高山植物にとっては耐えうるものであることから、偽高山帯性の植物相が形成されている。そうした意味で、かかる環境が植物相の豊かさをもたらしていると言うことができる。

### 周氷河地形
和賀山塊の地形を特徴付けるもうひとつの特質は周氷河地形である。和賀山塊、特に朝日岳山頂部に見られる周氷河地形を形成したのは、約2万年前の最終氷期における周氷河作用であり、周氷河性平滑斜面や雪窪（雪食凹地）である。
周氷河性平滑斜面は、主に最終氷期に岩石の凍結破砕や凍結・融解による岩屑の移動といった周氷河作用で形成された斜面である。朝日岳では周氷河性平滑斜面が広く見られるが、特に目立つのは西側斜面である。これは西側斜面が冬の季節風に強くさらされて積雪が吹き払われるため、周氷河作用から地表が保護されなかったためと考えられている。
雪窪は、朝日岳北方の主稜線東側に見られるカール様の窪地を指すとされる。それらの窪地は残雪が多く残ることからそのように考えられているが、形成過程は明らかではない。残雪が遅くまで残るため、ヌマガヤを中心とする雪田植生が見られる。

## 植物
和賀山塊は非火山性山地の植生分布を示している。その植生は、複雑かつ峻険な地形のために、特定の植生が一面性をもって山域を被うことはなく、地形・地質・土壌などに即して多様な姿を示す。
奥羽山脈は冬の北西季節風や初夏の冷涼な東北季節風（ヤマセ）を浴び、それらを日本海側に越えさせている。日本海側、すなわち秋田県側の山脈西側斜面は冬季には多量の降雪を見る。早ければ10月後半には山は白く染まり、11月から翌年5月までは厚い積雪層が山々に覆いかぶさる。このように1年の半分を積雪に覆われることによりもたらされた潤沢な水を得て、春の訪れとともに芽吹いた植物は山々を緑に彩ってゆく。このようにして涵養された広大かつ豊かな自然林から形成される流域をもつ渓谷は、安定した豊かな水量をたたえ、ふたたび山々の植物を育む。
こうした環境において形成されてきた和賀山塊の自然林は、日本海側の他の山岳と同様にブナ・ミズナラなどの広葉樹林、アシウスギ・クロベ・キタゴヨウ・ヒノキアスナロなどの針葉樹で構成されているが、特徴的なのはそれらの樹種の混交林が広く見られることである。例えば、生保内川や袖川沢ではスギとブナの混交林がある。また抱返り渓谷右岸の小影山（後述）には、ブナ・ミズナラ・クリ・クロベ・トチノキなどの巨樹の森が見られる。こうした和賀山塊の森は、日本海のブナ林を代表する白神山地のようなブナ純林であることよりも、様々な樹木が混生する多様性において特徴付けられ、それはまた多様な動植物が生育できる環境であることをも意味している。
和賀山塊の全域はほぼ上述のような多様な森林に被われ、山頂や稜線などにわずかに低木群落や草原が見られる。森林帯はブナ・ミズナラなどの広葉樹、スギ（アシウスギ）などの針葉樹で構成されるが、両樹種の雑多な混生が少なからず見られる。森林帯上部に出ると、ハイマツのほか、ミネカエデ・ミヤマナラ・ミネヤナギなどの潅木や、チシマザザの群生が見られる。おおむね標高600m付近までは、コナラ・ミズナラ等の2次林やスギ植林が見られ、標高の高いところでは針葉樹が優越する。朝日岳や和賀岳などの稜線上の草原や、甲山・中ノ沢岳などの雪崩斜面には数多くの高山植物群が見られる。これらの高山植物群が低地性の植物と共存している例も少なからず見られ、奇観を呈する。沢筋は険しく、オオイタドリやアキタブキなどの大型広葉草原が著しいほか、河岸段丘上にはサワグルミを中心とする渓畔林が見られる。

### 森林
和賀山塊には、厳密な意味で人の手の全く入っていない原生林は乏しいが、それでも秋田県側の自然林（天然林）のうち、樹齢100年以上の自然林面積は1万5885haに及ぶといわれ、これに岩手県側の自然林を合すれば2万haを優に超す自然林があることになる。

#### 夏緑林帯（落葉広葉樹林帯）
和賀山塊自然学術調査会において植生調査を担当した大場達之（千葉県立中央博物館）は、東北地方日本海側沿岸のブナ林に2個の群落単位が見られると指摘している。ひとつは緩斜面で肥沃・湿潤な立地のものと、尾根筋ないし急斜面でやや乾燥傾向の立地にあるものである。後者に属するマルバマンサク‐オオバブナ群集が、和賀山塊のブナ林で最も広い面積を占めており、森林限界まで登っている。和賀山塊では亜高山帯性針葉樹林が存在しないため、その代替になっているものと考えられる。他方、前者に属するヒメアオキ‐ブナ群集も限られているとはいえ事例があり、薬師岳避難小屋周辺や堀内沢中流部に見ることができる。

#### アシウスギ群集
日本のスギは、太平洋岸のスギ、日本海側のアシウスギ、屋久島のヤクスギの3つの変種ないし亜種に区分されると考えられ、形態的・生態的な差異も認められる。秋田県に広く自生地が見られるアシウスギ（いわゆる「秋田杉」）は、照葉樹林帯から針葉樹林帯にかけて広く見られ、亜高山帯性針葉樹林のない積雪地では森林限界にまで登り、ハイマツと接するあるいは混生する場合も見られる。
和賀山塊にはアシウスギの自然林が広く見られ、尾根筋に近いところに分布している。1995年の調査をもとに、大場達之は、スギを含む群落分類について、アシウスギ群集を提案した。「一定の質の環境空間に一定の種類組成を持つものが群落単位」であるとの観点からすれば、アシウスギはスギ優占林を明らかに形成している。アシウスギが生育することによりその環境空間が独特の質を帯びることを大場は指摘し、その意味でマルバマンサク‐オオバブナの下位単位として扱うことは不適切であるとした。

#### ミヤマナラ群集
ミヤマナラは積雪が多く針葉樹林帯を各地域に多く分布し、亜高山帯針葉樹林帯の代理群落とも見られる。土壌の厚い火山の緩斜面で特に発達し、矮木化したブナ林の上部に接して優占林を形成するが、急斜面で侵食の進んだ山では多種の低木とともに混合群落を形成する。和賀山塊におけるミヤマナラは、後者の様な混合群落に分布し、優占林は少ない。
こうした低木群落はブナ林上限とハイマツ群落下限の間に見られる。低木にさえぎられて林の下の林床の植生は貧弱である。和賀山塊における低木群落の特徴としては、本来暖地性の植物であるナンゴクミネカエデや、太平洋岸のブナ林の林床に生えるキバナウツギが混在すること、さらに希少種のオサバグサが密なところが見られるなどが挙げられる。キバナウツギが多雪産地に生ずる例は他に見られない。

#### 針葉樹林
和賀山塊ではおおよそ標高1200mを越える山頂部や尾根筋ではハイマツ群落が見られる。本州中部山岳地帯に見られる大規模群落とは異なり、低木化した落葉照葉樹林の上端に接し、落葉照葉樹林を構成する樹種と混交しているのが普通である。多くの場合、チシマザサ群落を隣接群落とし、島状または帯状に広がり、広い面的な分布をもたない。ナナカマド・オオカメノキ・ミネカエデ・ノリウツギなどの落葉照葉樹林を構成する植物種を多く交えるハイマツ林は、中部地方から東北地方にかけての積雪量の多い山地に広く見られる。

## 巨樹・巨木の森
和賀山塊の森林はまた、巨樹の森を抱えることでも知られる。しかし、既述のように、急峻な地形のために調査もままならないため、巨樹の森の姿が知られるようになったのはごく近年のことである。以下に代表的な事例を記述する。

### 小影山
小影山（こかげやま）は抱返り渓谷の右岸にあり、渓谷を挟んで白岩岳と向かい合う、緩衝地帯の山である。標高558m。三角点がある山頂は雨岳（あまだけ）と呼ばれ、小影山とは雨岳一帯の山稜の総称である。
標高は1000mにもはるかに満たないが、小影山には正規の登山道といいうるものがない。渓谷上流の神代ダムの発電所からの送電線の保守管理道が山中に延びており、入山にはそれを利用する。小影山の巨樹の森に行くには、雨岳東側のヤブがかった台地を行かなければならない。既述のように、小影山は広葉樹林の山である。白岩岳のブナが確認されるまで日本一とされていたブナだけでなく、ミズナラ、クロベ、クリ、ブナなどの見事な巨樹の原生林がひろがっている。

### 白岩岳のブナ
白岩岳登山道のシシ小屋跡から抱返り渓谷まで北に延びる全長約4kmの尾根を行太尾根と呼ぶ。この尾根の下方にあるアマサケ長根と呼ばれる尾根上、標高500mほどの台地にあるのが通称「雪地蔵」のブナである。このブナは、2005年時点で日本一の幹周をもつブナとして知られている。周囲の森林は、ブナ林とされているもののブナは多くなく、ヒノキアスナロが目立つ。

### 薬師岳ミズナラ林
薬師岳登山口となる甘露水分岐の入り口付近のスギ植林帯を抜けると、直ちにミズナラ巨樹群に出会う。さらに旧マタギ小屋方面からの旧道との合流点周辺には、ブナとミズナラの混生林が見られる。ミズナラやトチノキ、サワグルミは、通常、ブナ林帯よりも低い沢筋に分布する広葉樹であり、これらが混生するのは貴重な植生である。合流点からやや上部には、幹周6.9m、推定樹齢500年といわれるミズナラ古木がある。森はさらにこの先、ブナ林に移行する。

### 行太沢の森
行太沢は抱返り渓谷の支流で、沢にかかる百尋ノ滝付近の右岸に切れ上がる急斜面に、日本第2のクリ巨木がある。周辺は幹周6.9mのミズナラ巨樹などがある巨樹林である。この一帯へは、森林管理署が設置した簡単な道標もあるが、道は不明確である。右岸斜面上方には神代ダムへ延びる尾根が続いており、ブナ原生林が見られる。

### オブ山の大杉
オブ山とは、川口川の北ノ又沢と南ノ又沢の分岐点の下部、柳沢とオブ沢を隔てる尾根の通称で、黒沢大台山（832.9m）の支尾根の一部である。この尾根上の、天然スギやミズナラの混生林のなかにそびえるのがオブ山の大杉である。この山域では、スギ巨木は比較的珍しい。
| 樹種     | 幹周 （単位：m） | 樹高 （単位：m） | 推定樹齢 （単位：年） | 山域等           | 調査年 | 備考                                                          |
| -------- | ---------------- | ---------------- | --------------------- | ---------------- | ------ | ------------------------------------------------------------- |
| ブナ     | 8.6              | 30               | 300                   | 白岩岳（国有林） | 2000   | 通称「雪地蔵」。森の巨人たち百選（2000年指定）。              |
| クリ     | 8.13             | 30               | 300～                 | 白岩岳（国有林） | 2000   |                                                               |
| ミズナラ | 6.9              | 30               | --                    | 薬師岳（国有林） | --     | 落雷による空洞化のため、樹齢推定不能。500年以上との推定あり。 |
| ブナ     | 6.62             | 22               | 300                   | 小影山           | 1994   |                                                               |
| クロベ   | 8.04             | 22               | --                    | 小影山           | 1994   |                                                               |
| スギ     | 12.4             | 34               | 1000～1200            | 黒沢大台山       | 2000   | 通称「オブ山の大杉」。森の巨人たち百選（2000年指定）。        |
| クリ     | 8.13             | 30               | 200～300以上          | 行太沢右岸       | 1994   |                                                               |

## 自然保護
こうした和賀山塊の自然環境の特質は、特に地元の登山愛好家たちの間ではある程度知られており、1978年には愛好家たちの手によって山塊の沢と尾根についての記録集がまとめられている。しかし、山塊のほとんどの地域、とりわけ源流部は依然として調査の及ばない空白地域となっていた。結果として、人的活動や開発が及ばない一方で、踏査や環境調査も行われず、和賀山塊の自然の重要性が知られることもなかった。その傍証として、公的な保護のもとにおかれた範囲も限定されたものであり、秋田県側の真木真昼県立自然公園（1975年、5902ha）および和賀岳自然環境保全地域（環境庁、1981年、1451ha）に過ぎなかったことが挙げられよう。
しかし、1992年には山塊の核心域にあたる堀内沢での大型砂防ダム建設計画、次いで、秋田県側の真木渓谷における県営ダム計画がもちあがった。こうした状況に対し、地元愛好家らは、全国の植物・地質・生物の専門家を交えて、和賀山塊の自然に関する系統的な学術調査を実施するため和賀山塊自然学術調査会を立ち上げた。同調査会は、およそ10年の歳月をかけ調査報告書[和賀山塊自然学術調査会 1999]を刊行し、それまで実質的に未知であった和賀山塊の自然の諸相を世に知らしめた。この活動がひとつの大きな契機となり、堀内沢の工事は下流に沈下式床固め工事を施工する形に変更され、真木渓谷のダム計画も中止された。さらに、2000年から2002年にかけて、林野庁によって植物群落保護区や「緑の回廊」への指定が行われたほか、秋田県側においても7237haが県鳥獣保護区域に指定された。
しかしながら、見事なブナ林が見られる白岩岳上部やその支尾根・行太尾根に近接する大相沢林道沿いでは、いつ伐採が行われるか分からない状況であるなど、懸念材料は依然として残されている。
| 名称                   | 管轄官庁 | 面積（単位：ha） | 指定年等 | 備考                                                                             |
| ---------------------- | -------- | ---------------- | -------- | -------------------------------------------------------------------------------- |
| 和賀岳自然環境保全地域 | 環境庁   | 1541             | 1981     | 「自然環境保全地域」（環境省・生物多様性センター）参照。                         |
| 真木真昼県立自然公園   | 秋田県   | 5902             | 1975     | 「県立公園の指定」（秋田県）参照。                                               |
| 和賀岳鳥獣保護区       | 秋田県   | 7237             | 1980     | 「鳥獣保護区の設定」（秋田県）参照。                                             |
| 和賀岳植物群落保護区   | 林野庁   | --               | 2002     | 「東北地方の緑の回廊」（林野庁）参照。「奥羽山脈緑の回廊」（2000年策定）の一部。 |

## 参考画像

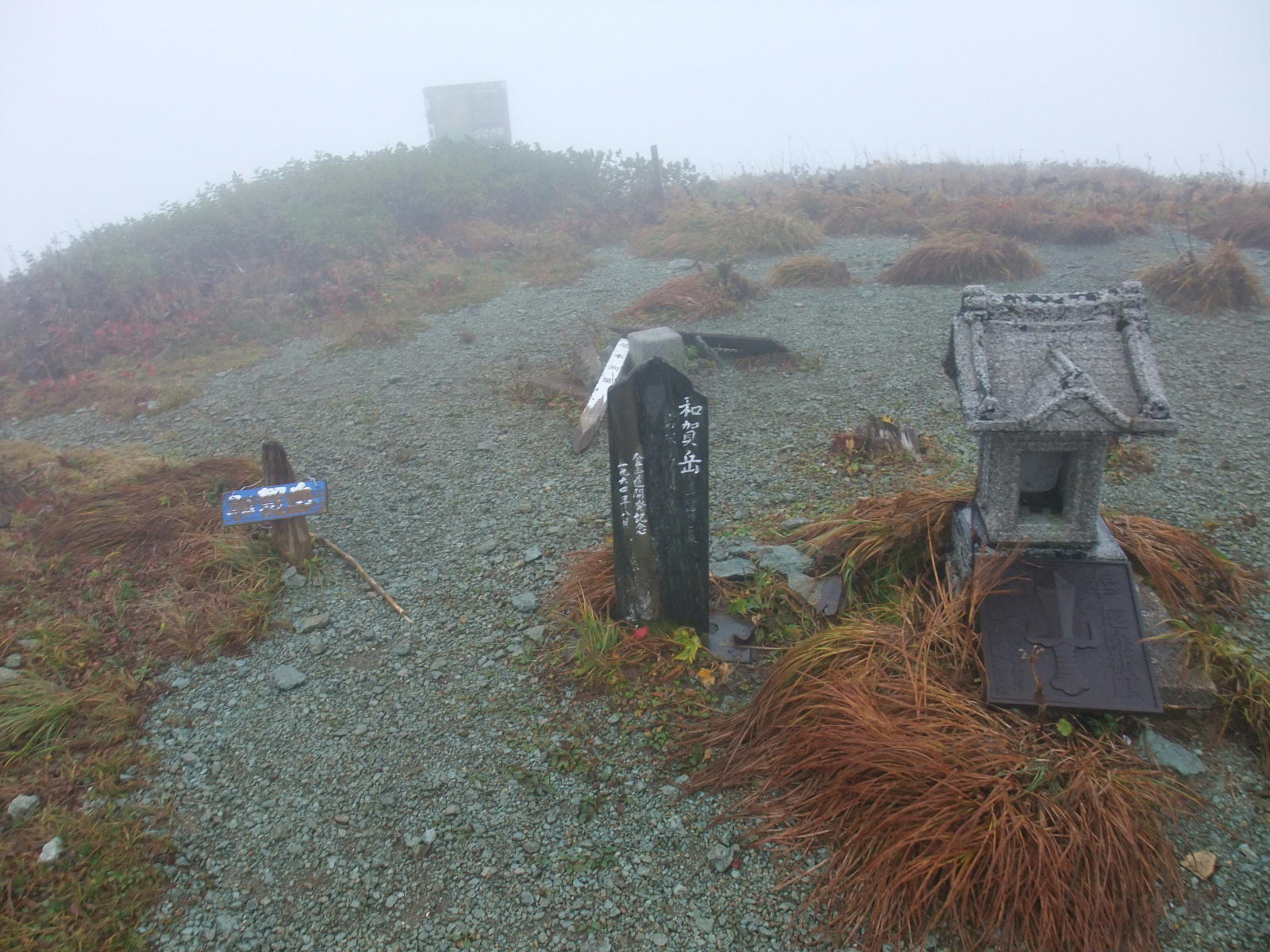
風雨の中の和賀岳山頂
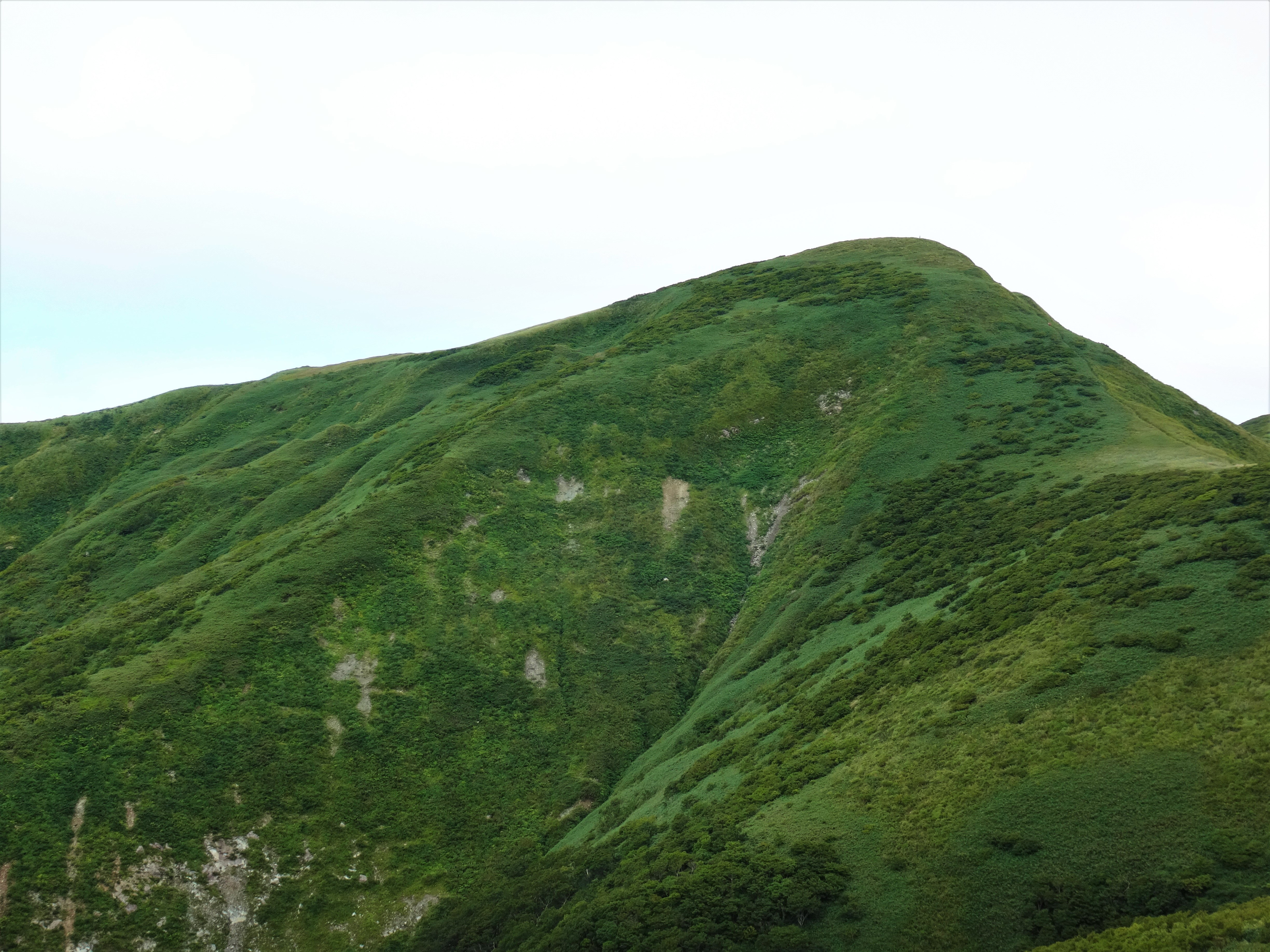
岩手側の稜線から見た和賀岳
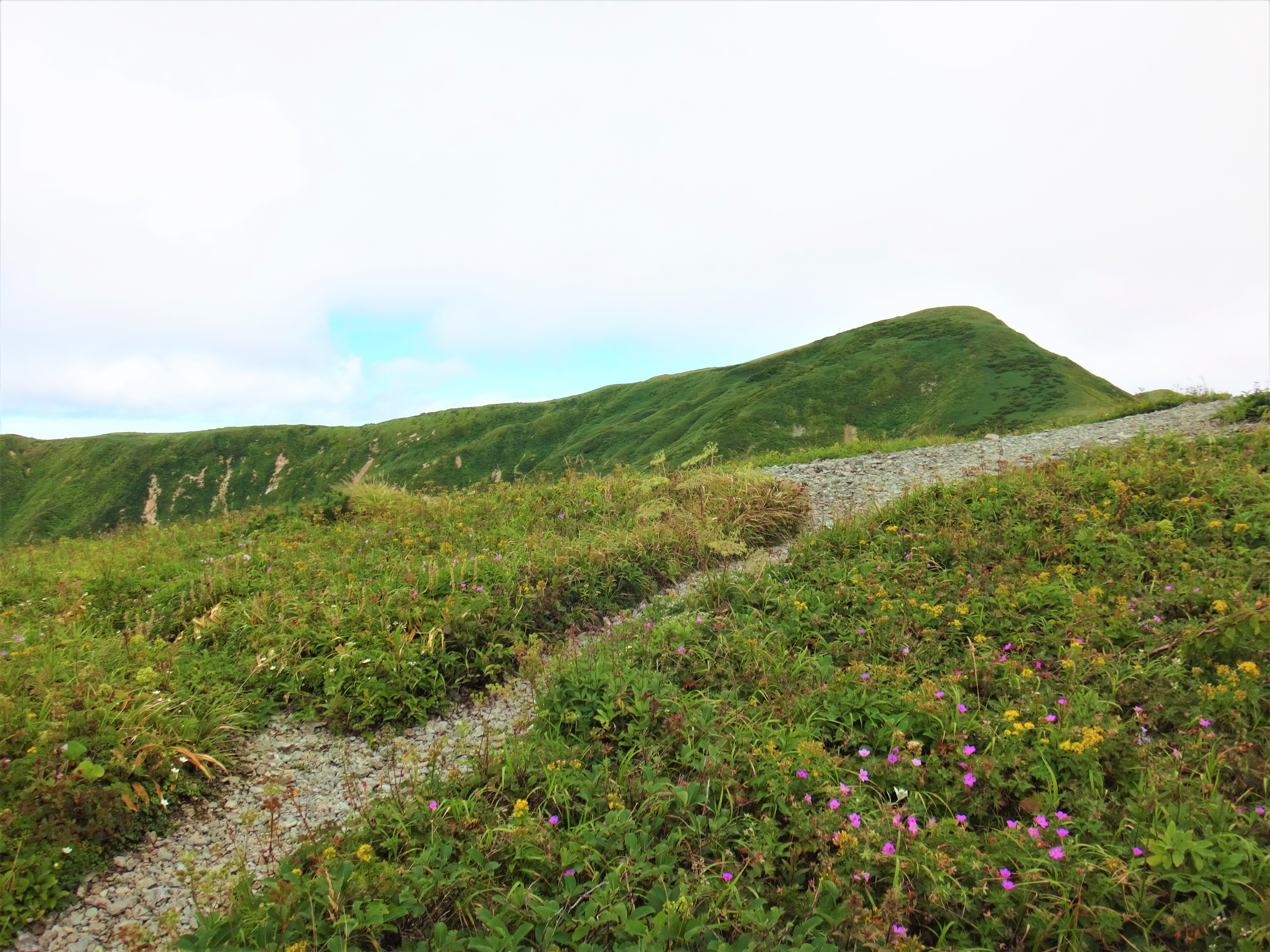
和賀岳稜線のお花畑
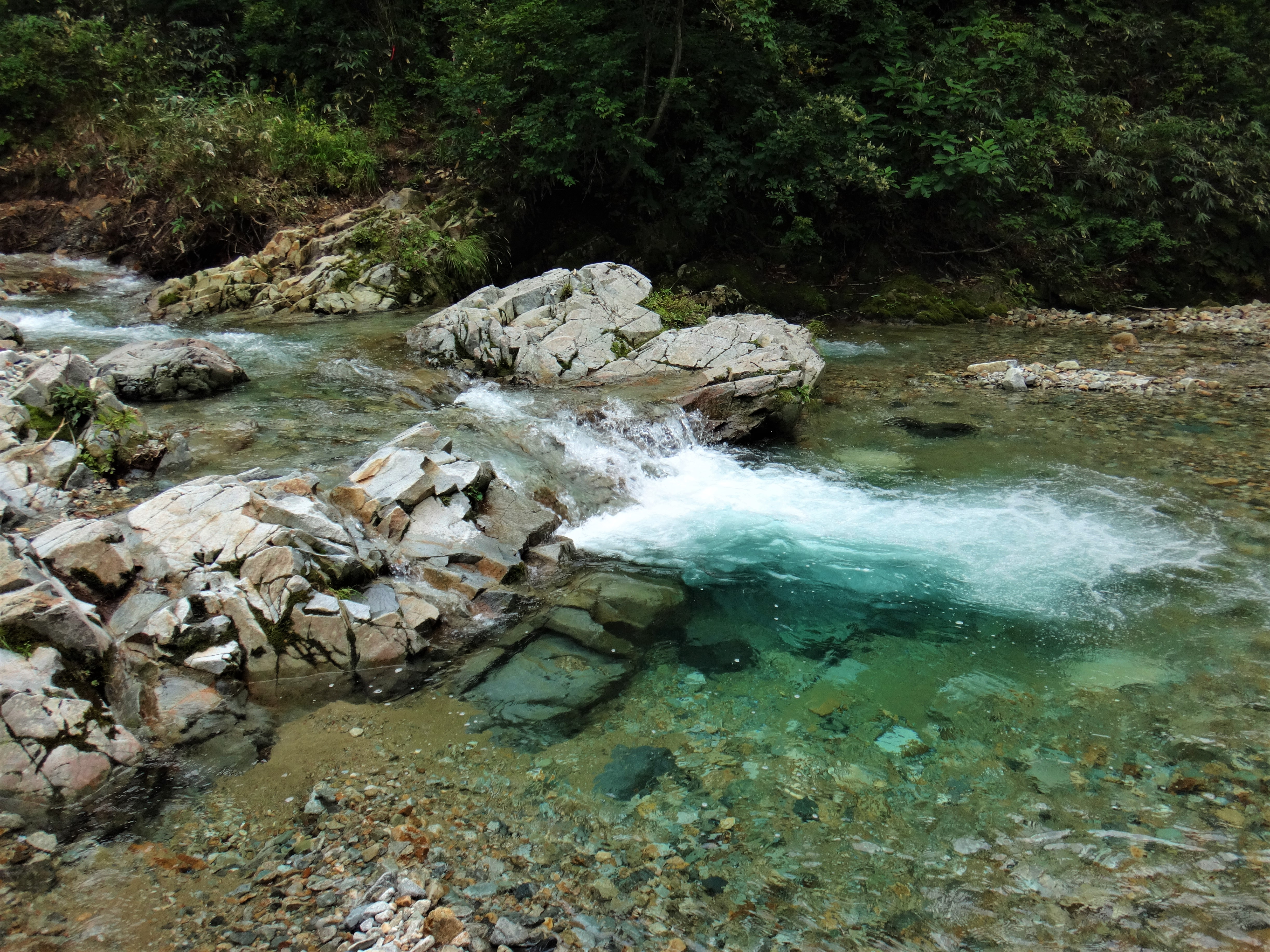
和賀川源流を渡渉する
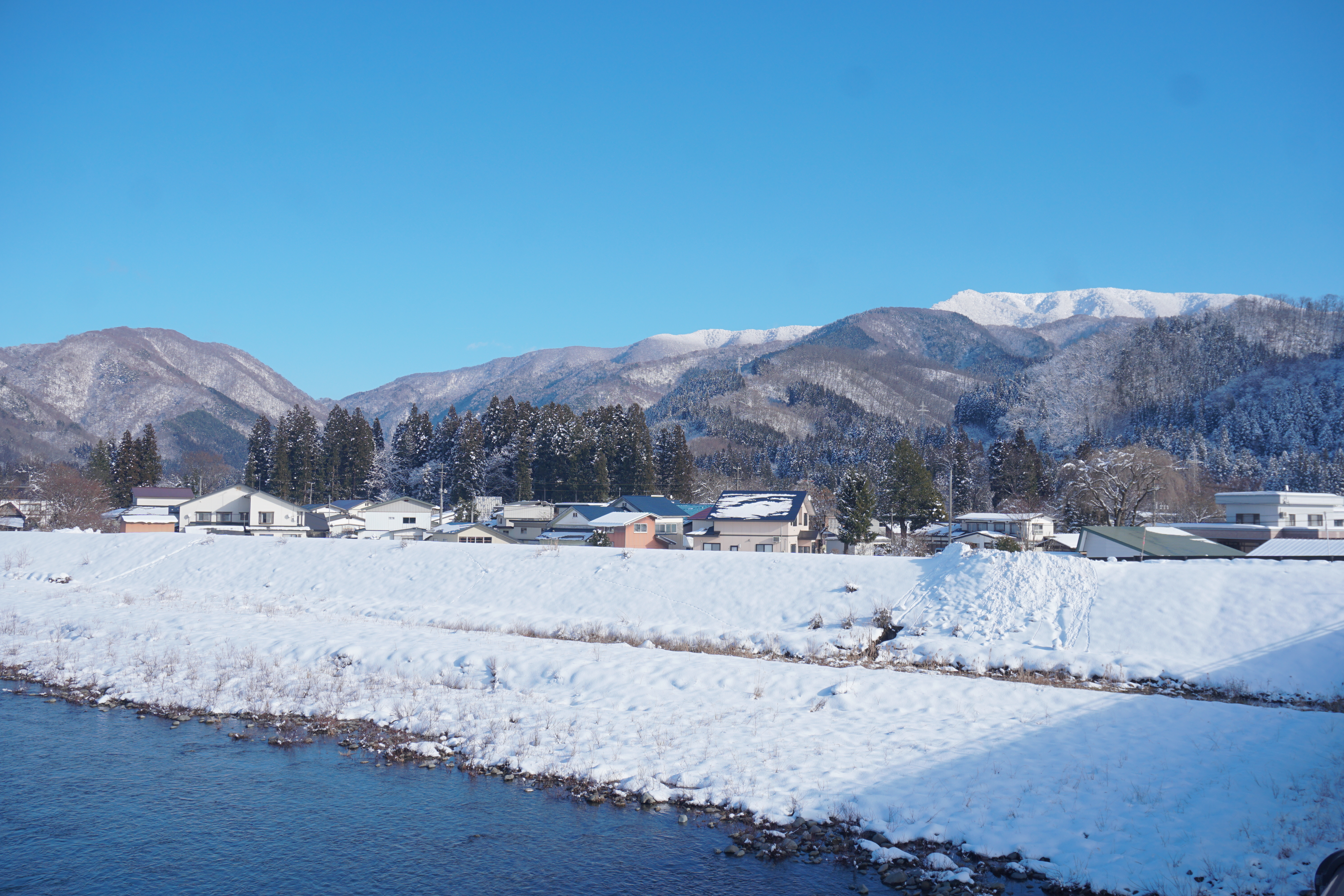
秋田県仙北市、広久内橋から見た和賀岳・和賀山塊方面